# Diedenska huset
Diedenska huset ligger på Östergatan i Malmø i det sydligste Sverige, og er nabohus til Thottska huset. Egentlig burde huset hedde "Niels Roeds gård" efter bygherren i 1620'erne. Niels Roed var ridefoged hos lensherre Sigvard Grubbe på Malmøhus. Stueetagens vinduer er højt placerede. Under disse fandtes tidligere handelsboder der stak ud fra bygningen, én på hver side af trappen. Trappen op til stueetagen er i dag udstyret med rekonstruerede "bislag". Disse verandalignende udbygninger var meget almindelige i Malmø helt frem til 1800-tallet. Bislagene havde tidligere en vigtig social funktion. Eftersom massemedier i form af aviser, fjernsyn og radio endnu var ukendte, var det ude på bislaget at nyheder og sladder fandt villige ører.
Til den diedenske gård i det gamle Carolikvarter hørte også det store Diedenska sädemagasinet, der blev revet ned i 1970'erne.